# 森田空海
森田 空海（もりた くうかい、1965年1月10日）は、日本の演出家。映画監督。

## 来歴
1965年1月10日、大阪市出身。学生時代より自主制作映画作りを始める。
1985年から大阪のTV番組制作会社で活動開始。
1991年、開局２年目のスペースシャワーTV（のちSEP）に移籍。おもに1990年代から2000年代始めにかけて、多数のMV、ライブ映像、音楽ドキュメンタリー番組などを制作・演出。フリーランス転向後はドラマタイトルバック、ドラマ演出、ショートフィルム、舞台演出なども手がけている。人の「奥底」に眠る「感情」や「想い」を探求し、より奥深い演出をしていくスタイル。疾走感あるライブ映像演出に定評があり、氷室京介やGLAYからも指名されている。
2016年9月、公式サイトでテレビディレクター引退を宣言。映画監督業に専念。2017年にあまり固執するのも意味がないと引退撤回。媒体に制限を設けず演出業を生業とする。

## 作品

### 映画
- 『日の丸レストラン』（2003年、デジタル・ハリウッド・エンタテインメント）[3]

### 舞台
- 『日ノ丸レストラン改訂版』[4]（2005年9月9日～9月18日、東京芸術劇場小ホール１）

### ドラマ
- 『リップスティック』（1999年、フジテレビ）オープニング脚本・演出・編集
- 『Pure Soul〜君が僕を忘れても〜 』（2001年、日本テレビ）オープニングタイトルバック
- 『劇団演技者。』勝手にノスタルジー（2004年、フジテレビ）全4話（脚色・演出）
- 『"学問の秋スペシャル！日本の歴史』（2005年、フジテレビ）「坂本龍馬」演出[5]
- 『エラいところに嫁いでしまった!』（2007年、テレビ朝日）演出
- 『ファイヤーレオン』（2013年 - 2014年、 TOKYO MX TV）[6][7][8]

## 音楽映像

### MUSIC VIDEO
- 小林建樹「祈り」
- すかんち「もしも毎日がクリスマスだったら」
- すかんち「ペチカ」
- ひふみかおり「mothers」
- Bonnie Pink「You Are Blue, So Am I」
- FLYING KIDS 「僕であるために」

### LIVE DVD
- STARDUST REVUE「オールキャストで大謝恩会〜5時間程度、まったりと〜おみやげ付き」
- STARDUST REVUE「STARDUST REVUE LIVE TOUR 「B.O.N.D.」2012 - 2013」
- 氷室京介　「KYOSUKE HIMURO 25th Anniversary TOUR GREATEST ANTHOLOGY -NAKED- FINAL DESTINATION DAY-02」
- 『20th Anniversary Final GLAY in TOKYO DOME 2015 Miracle Music Hunt Forever